# Əhmədli (Masallı)
Əhmədli è un comune dell'Azerbaigian situato nel distretto di Masallı. Conta una popolazione di 1 372 abitanti.